# 71e British Academy Film Awards
De 71e British Academy Film Awards werden uitgereikt op 18 februari 2018 voor de films uit 2017. De uitreiking vond plaats in de Royal Albert Hall in Londen met Joanna Lumley als gastvrouw. Op 9 januari werden de nominaties bekendgemaakt door actrices Natalie Dormer en Letitia Wright.

## Winnaars en genomineerden

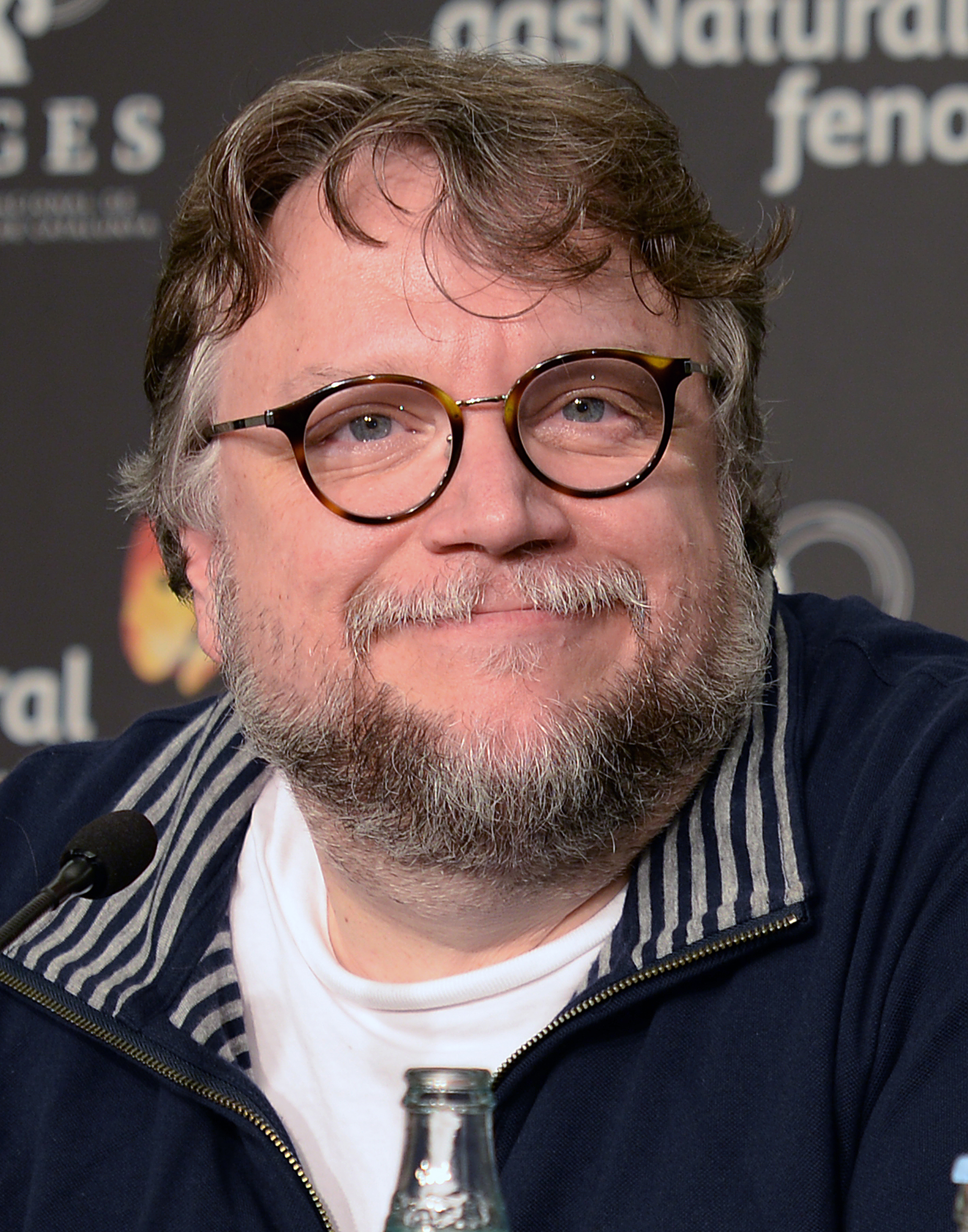
Guillermo del Toro, beste regisseur

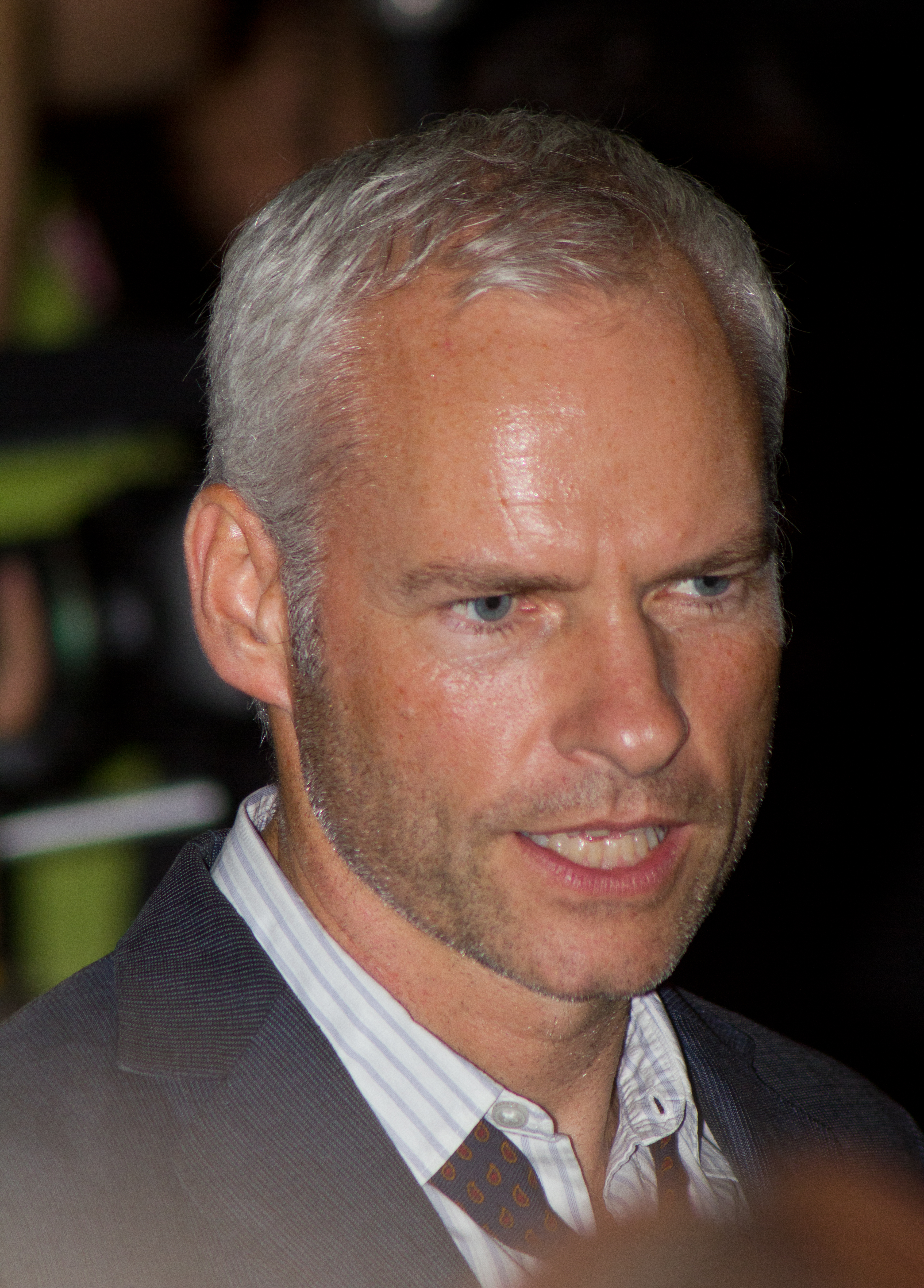
Martin McDonagh, beste originele scenario

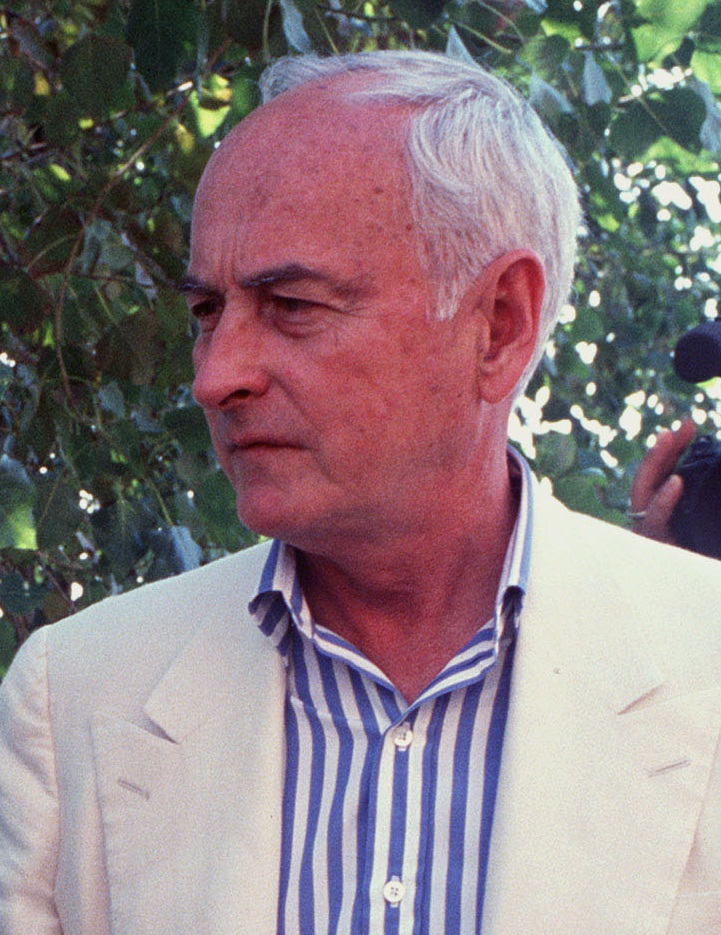
James Ivory, beste bewerkte scenario

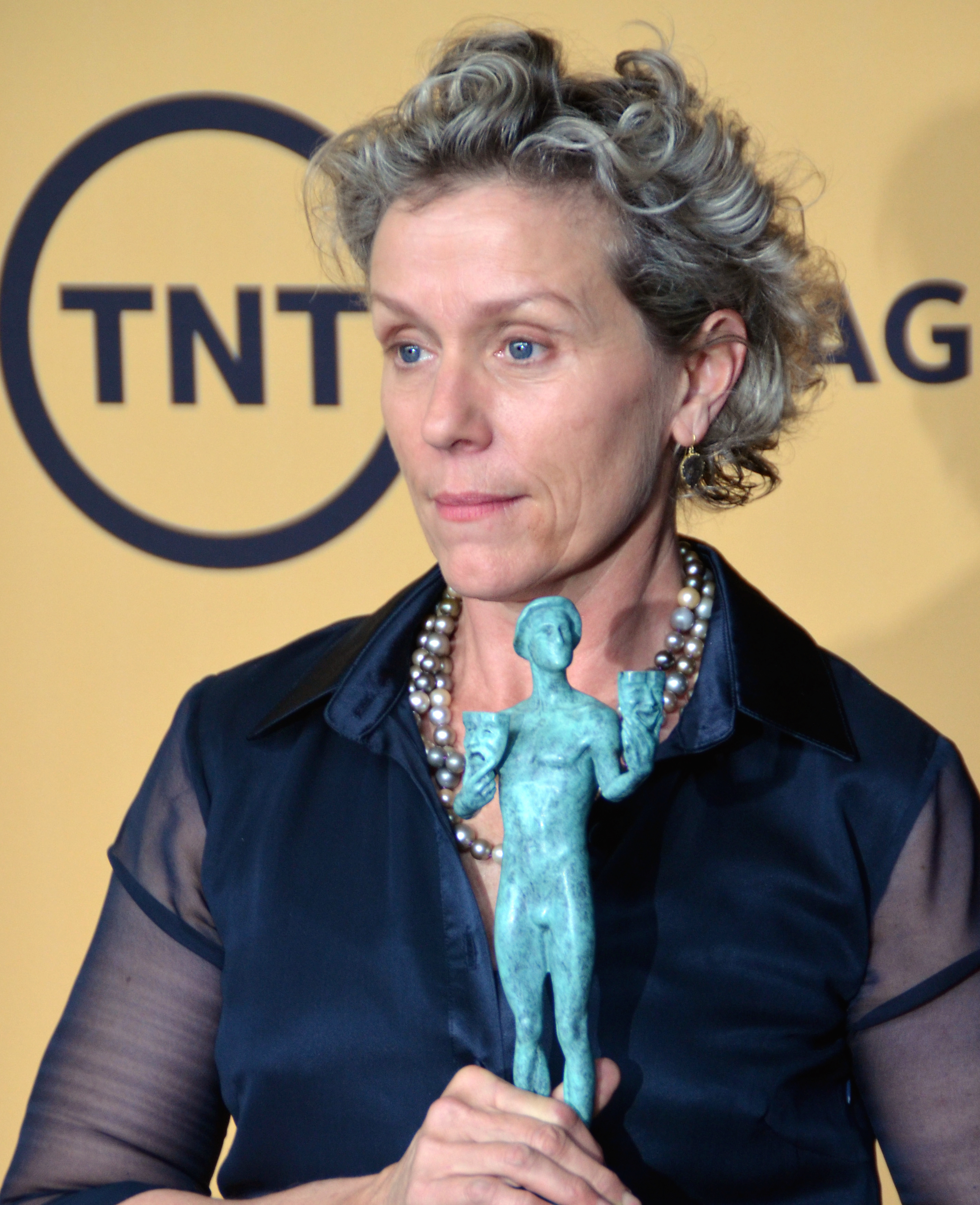
Frances McDormand, beste vrouwelijke hoofdrol

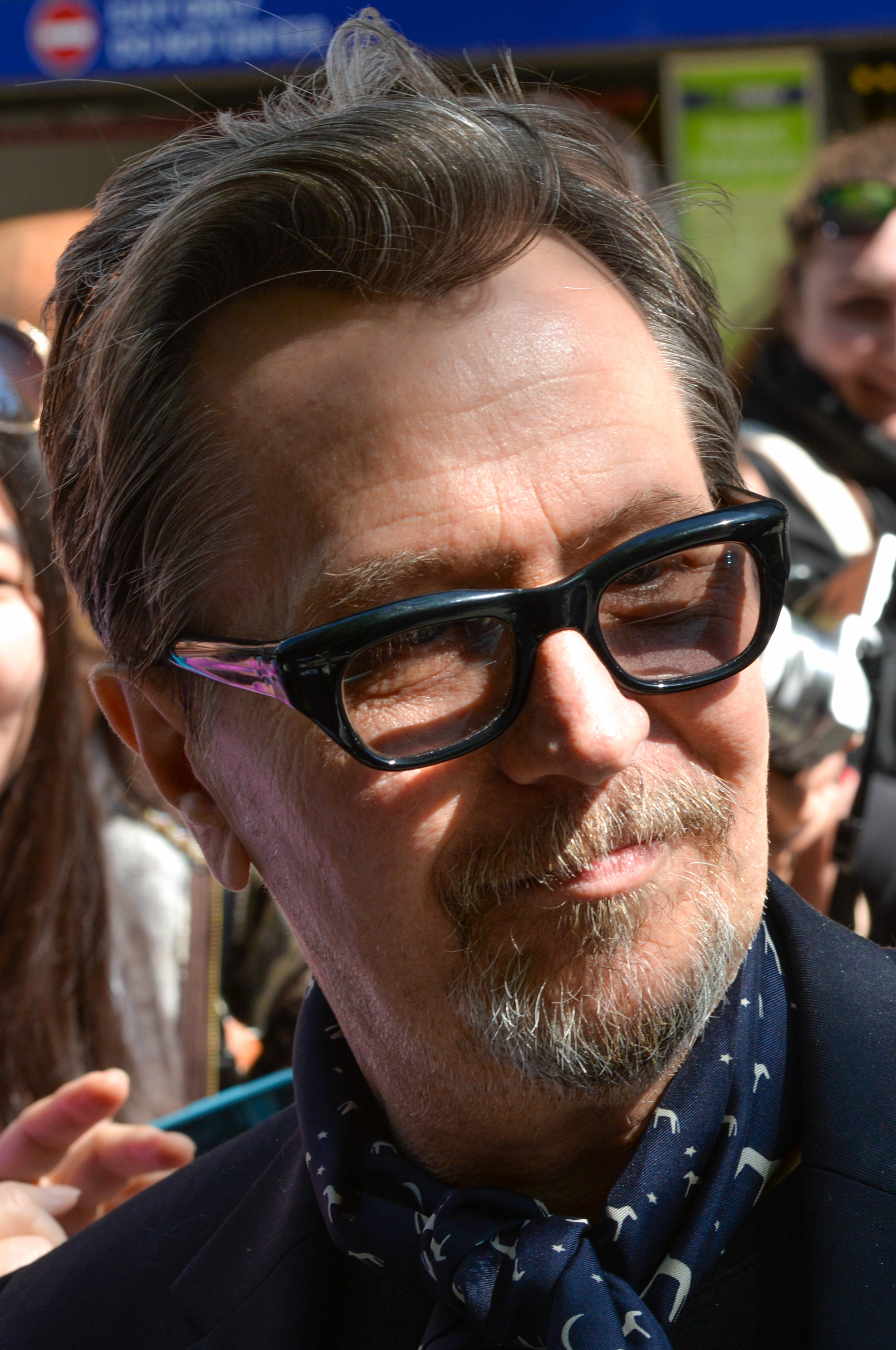
Gary Oldman, beste mannelijke hoofdrol

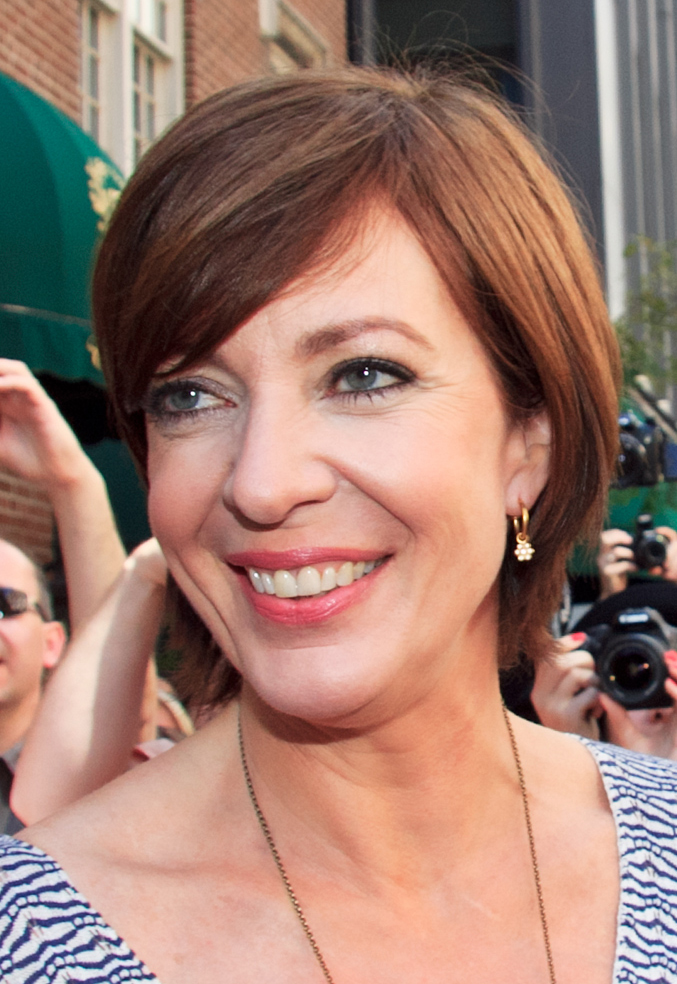
Allison Janney, beste vrouwelijke bijrol

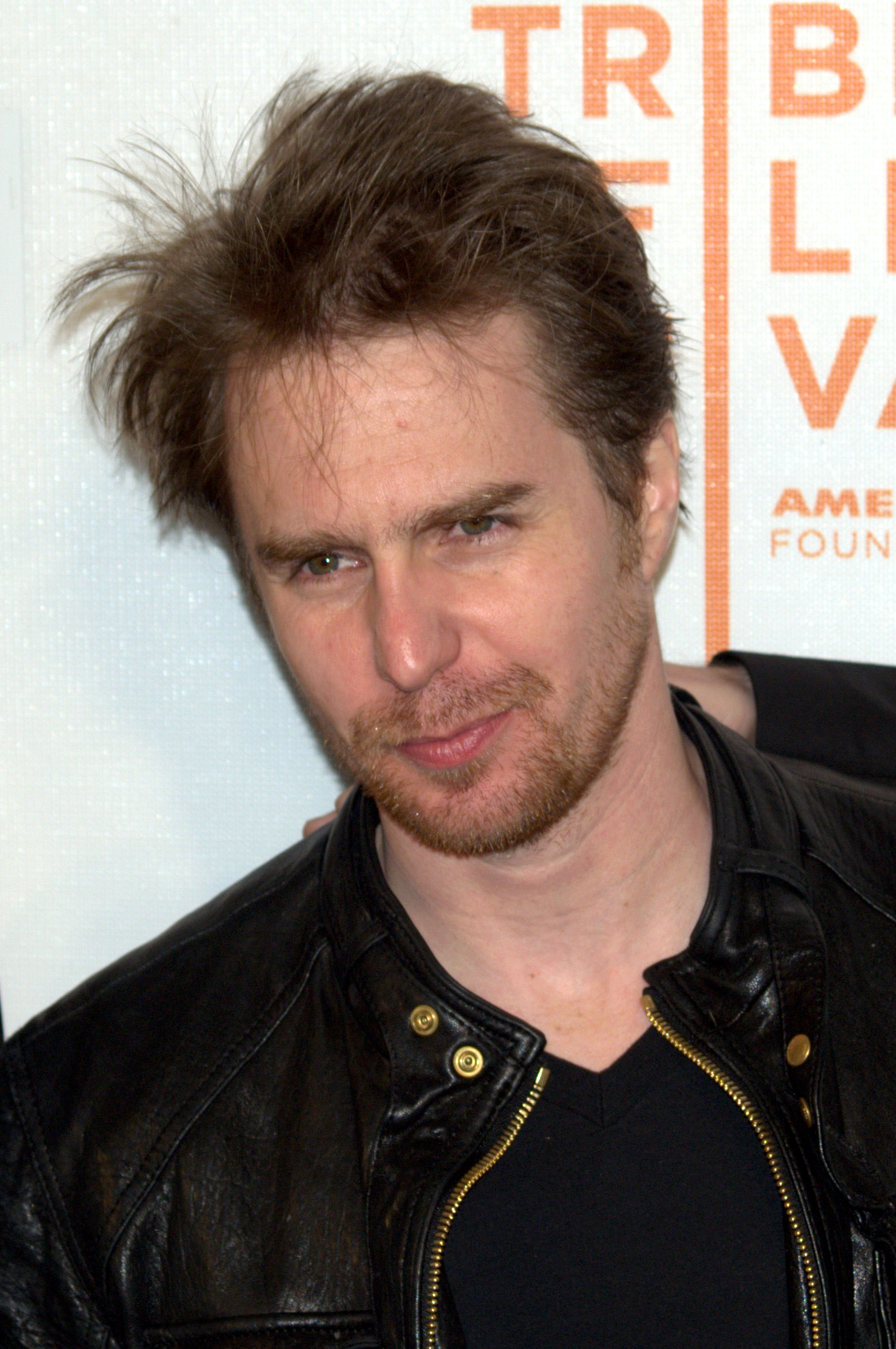
Sam Rockwell, beste mannelijke bijrol

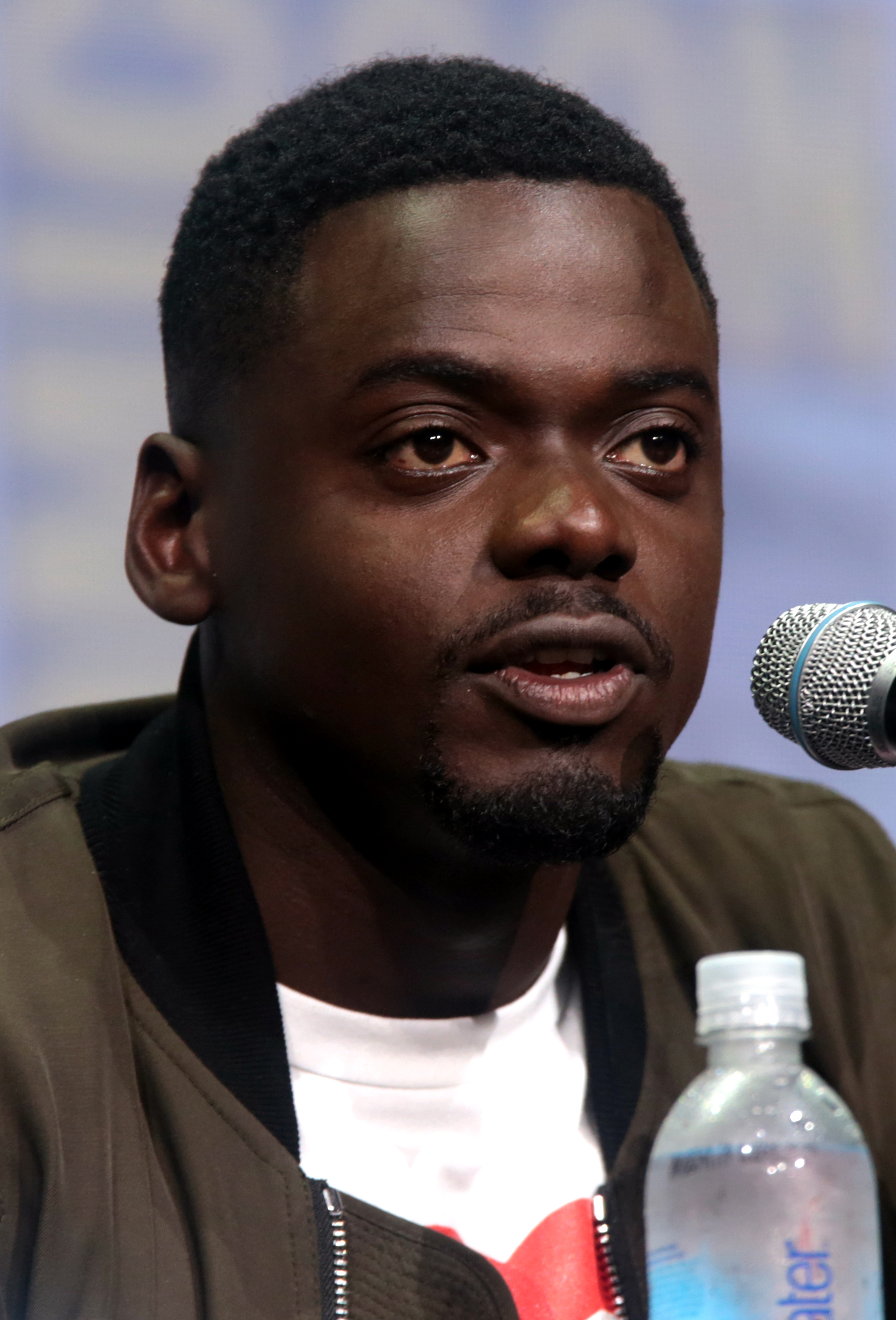
Daniel Kaluuya, winnaar Rising Star Award

De winnaars staan bovenaan in vet lettertype.

### Beste film
- Three Billboards Outside Ebbing, Missouri
  - Call Me by Your Name
  - Darkest Hour
  - Dunkirk
  - The Shape of Water

### Beste regisseur
- The Shape of Water – Guillermo del Toro
  - Blade Runner 2049 – Denis Villeneuve
  - Call Me by Your Name – Luca Guadagnino
  - Dunkirk – Christopher Nolan
  - Three Billboards Outside Ebbing, Missouri – Martin McDonagh

### Beste originele scenario
- Three Billboards Outside Ebbing, Missouri – Martin McDonagh
  - Get Out – Jordan Peele
  - I, Tonya – Steven Rogers
  - Lady Bird – Greta Gerwig
  - The Shape of Water – Guillermo del Toro en Vanessa Taylor

### Beste bewerkte scenario
- Call Me by Your Name – James Ivory
  - The Death of Stalin – Armando Iannucci, Ian Martin en David Schneider
  - Film Stars Don't Die in Liverpool – Matt Greenhalgh
  - Molly's Game – Aaron Sorkin
  - Paddington 2 – Simon Farnaby en Paul King

### Beste vrouwelijke hoofdrol
- Frances McDormand – Three Billboards Outside Ebbing, Missouri
  - Annette Bening – Film Stars Don't Die in Liverpool
  - Sally Hawkins – The Shape of Water
  - Margot Robbie – I, Tonya
  - Saoirse Ronan – Lady Bird

### Beste mannelijke hoofdrol
- Gary Oldman – Darkest Hour
  - Jamie Bell – Film Stars Don't Die in Liverpool
  - Timothée Chalamet – Call Me by Your Name
  - Daniel Day-Lewis – Phantom Thread
  - Daniel Kaluuya – Get Out

### Beste vrouwelijke bijrol
- Allison Janney – I, Tonya
  - Lesley Manville – Phantom Thread
  - Laurie Metcalf – Lady Bird
  - Octavia Spencer – The Shape of Water
  - Kristin Scott Thomas – Darkest Hour

### Beste mannelijke bijrol
- Sam Rockwell – Three Billboards Outside Ebbing, Missouri
  - Willem Dafoe – The Florida Project
  - Hugh Grant – Paddington 2
  - Woody Harrelson – Three Billboards Outside Ebbing, Missouri
  - Christopher Plummer – All the Money in the World

### Uitzonderlijke Britse film
- Three Billboards Outside Ebbing, Missouri
  - Darkest Hour
  - The Death of Stalin
  - God's Own Country
  - Lady Macbeth
  - Paddington 2

### Uitzonderlijk debuut van een Brits schrijver, regisseur of producent
- I Am Not a Witch – Rungano Nyoni (schrijver/regisseur), Emily Morgan (producent)
  - The Ghoul – Gareth Tunley (schrijver/regisseur/producent), Jack Healy Guttman en Tom Meeten (producenten)
  - Jawbone – Johnny Harris (schrijver/producent), Thomas Napper (regisseur)
  - Kingdom of Us – Lucy Cohen (regisseur)
  - Lady Macbeth – Alice Birch (schrijver), William Oldroyd (regisseur), Fodhla Cronin O'Reilly (producent)

### Beste niet-Engelstalige film
- The Handmaiden
  - Elle
  - First They Killed My Father
  - Loveless
  - The Salesman

### Beste documentaire
- I Am Not Your Negro
  - City of Ghosts
  - Icarus
  - An Inconvenient Sequel: Truth to Power
  - Jane

### Beste animatiefilm
- Coco
  - Loving Vincent
  - My Life as a Courgette

### Beste originele muziek
- The Shape of Water – Alexandre Desplat
  - Blade Runner 2049 – Benjamin Wallfisch en Hans Zimmer
  - Darkest Hour – Dario Marianelli
  - Dunkirk – Hans Zimmer
  - Phantom Thread – Jonny Greenwood

### Beste cinematografie
- Blade Runner 2049 – Roger Deakins
  - Darkest Hour – Bruno Delbonnel
  - Dunkirk – Hoyte van Hoytema
  - The Shape of Water – Dan Laustsen
  - Three Billboards Outside Ebbing, Missouri – Ben Davis

### Beste montage
- Baby Driver – Jonathan Amos en Paul Machliss
  - Blade Runner 2049 – Joe Walker
  - Dunkirk – Lee Smith
  - The Shape of Water – Sidney Wolinsky
  - Three Billboards Outside Ebbing, Missouri – Jon Gregory

### Beste productieontwerp
- The Shape of Water – Paul Austerberry, Jeff Melvin en Shane Vieau
  - Beauty and the Beast – Sarah Greenwood en Katie Spencer
  - Blade Runner 2049 – Dennis Gassner en Alessandra Querzola
  - Darkest Hour – Sarah Greenwood en Katie Spencer
  - Dunkirk – Nathan Crowley en Gary Fettis

### Beste kostuumontwerp
- Phantom Thread – Mark Bridges
  - Beauty and the Beast – Jacqueline Durran
  - Darkest Hour – Jacqueline Durran
  - I, Tonya – Jennifer Johnson
  - The Shape of Water – Luis Sequeira

### Beste grime en haar
- Darkest Hour – David Maliowski, Ivana Primorac, Lucy Sibbick en Kazuhiro Tsuji
  - Blade Runner 2049 – Donald Mowat en Kerry Warn
  - I, Tonya – Deborah La Mia Denaver en Adruitha Lee
  - Victoria & Abdul – Daniel Phillips en Lou Sheppard
  - Wonder – Naomi Bakstad, Robert A. Pandini en Arjen Tuiten

### Beste geluid
- Dunkirk – Alex Gibson, Richard King, Gregg Landaker, Gary A. Rizzo en Mark Weingarten
  - Baby Driver – Tim Cavagin, Mary H. Ellis, Dan Morgan, Jeremy Price en Julian Slater
  - Blade Runner 2049 – Ron Bartlett, Doug Hemphill, Mark Mangini, Mac Ruth en Theo Green
  - The Shape of Water – Christian Cooke, Glen Gauthier, Nathan Robitaille, Nelson Ferreira en Brad Zoern
  - Star Wars: The Last Jedi – Ren Klyce, David Parker, Michael Semanick, Stuart Wilson en Matthew Wood

### Beste visuele effecten
- Blade Runner 2049 – Richard R. Hoover, Paul Lambert, Gerd Nefzer en John Nelson
  - Dunkirk – Scott Fisher, Andrew Jackson, Paul Corbould en Andrew Lockley
  - The Shape of Water – Dennis Berardi, Trey Harrell, Mike Hill en Kevin Scott
  - Star Wars: The Last Jedi – Stephen Aplin, Chris Courbould, Ben Morris en Neal Scanlan
  - War for the Planet of the Apes – Daniel Barrett, Dan Lemmon, Joe Letteri en Joel Whist

### Beste Britse korte animatie
- Poles Apart
  - Have Heart
  - Mamoon

### Beste Britse korte film
- Cowboy Dave
  - Aamir
  - A Drowning Man
  - Work
  - Wren Boys

## Films met meerdere nominaties
De volgende films kregen meerdere nominaties:
| Nominaties | Film                                      | Awards |
| ---------- | ----------------------------------------- | ------ |
| 12         | The Shape of Water                        | 3      |
| 9          | Darkest Hour                              | 2      |
| 9          | Three Billboards Outside Ebbing, Missouri | 5      |
| 8          | Blade Runner 2049                         | 2      |
| 8          | Dunkirk                                   | 1      |
| 5          | I, Tonya                                  | 1      |
| 4          | Call Me by Your Name                      |        |
| 4          | Phantom Thread                            | 1      |
| 3          | Film Stars Don't Die in Liverpool         |        |
| 3          | Lady Bird                                 |        |
| 3          | Paddington 2                              |        |
| 2          | Baby Driver                               | 1      |
| 2          | Beauty and the Beast                      |        |
| 2          | The Death of Stalin                       |        |
| 2          | Get Out                                   |        |
| 2          | Lady Macbeth                              |        |
| 2          | Star Wars: The Last Jedi                  |        |

## BAFTA Fellowship
- Ridley Scott[5]

## Rising Star Award
- Daniel Kaluuya
  - Timothée Chalamet
  - Josh O'Connor
  - Florence Pugh
  - Tessa Thompson

## Uitzonderlijke Britse bijdrage aan de cinema
- National Film and Television School[6]